# Adinandra filipes
Adinandra filipes är en tvåhjärtbladig växtart som beskrevs av Elmer Drew Merrill och Clarence Emmeren Kobuski. Adinandra filipes ingår i släktet Adinandra och familjen Pentaphylacaceae. Inga underarter finns listade i Catalogue of Life.